# Stenopus hispidus
Stenopus hispidus là một loài giáp xác giống như tôm thuộc về phân thứ bộ Stenopodidea.